# Lijst van nummer 1-hits in Australië in 2009
Deze hits stonden in 2009 op nummer 1 in de ARIA Charts, de bekendste hitlijst in Australië.
| Datum        | Artiest                                              | Titel                        |
| ------------ | ---------------------------------------------------- | ---------------------------- |
| 4 januari    | Lady Gaga                                            | Poker face                   |
| 11 januari   | Lady Gaga                                            | Poker face                   |
| 18 januari   | Lady Gaga                                            | Poker face                   |
| 25 januari   | Jessica Mauboy                                       | Burn                         |
| 1 februari   | The Fray                                             | You found me                 |
| 8 februari   | The Fray                                             | You found me                 |
| 15 februari  | The Fray                                             | You found me                 |
| 22 februari  | The Fray                                             | You found me                 |
| 1 maart      | Flo Rida & Ke$ha                                     | Right round                  |
| 8 maart      | Flo Rida & Ke$ha                                     | Right round                  |
| 15 maart     | Flo Rida & Ke$ha                                     | Right round                  |
| 22 maart     | Flo Rida & Ke$ha                                     | Right round                  |
| 29 maart     | Taylor Swift                                         | Love story                   |
| 5 april      | Flo Rida & Ke$ha                                     | Right round                  |
| 12 april     | Taylor Swift                                         | Love story                   |
| 19 april     | Flo Rida & Ke$ha                                     | Right round                  |
| 26 april     | Flo Rida & Ke$ha                                     | Right round                  |
| 3 mei        | A.R. Rahman, The Pussycat Dolls & Nicole Scherzinger | Jai ho! (You are my destiny) |
| 10 mei       | A.R. Rahman, The Pussycat Dolls & Nicole Scherzinger | Jai ho! (You are my destiny) |
| 17 mei       | Eminem                                               | We made you                  |
| 24 mei       | The Black Eyed Peas                                  | Boom boom pow                |
| 31 mei       | The Black Eyed Peas                                  | Boom boom pow                |
| 7 juni       | The Black Eyed Peas                                  | Boom boom pow                |
| 14 juni      | The Black Eyed Peas                                  | Boom boom pow                |
| 21 juni      | The Black Eyed Peas                                  | Boom boom pow                |
| 28 juni      | The Black Eyed Peas                                  | Boom boom pow                |
| 5 juli       | The Black Eyed Peas                                  | I gotta feeling              |
| 12 juli      | The Black Eyed Peas                                  | I gotta feeling              |
| 19 juli      | The Black Eyed Peas                                  | I gotta feeling              |
| 26 juli      | The Black Eyed Peas                                  | I gotta feeling              |
| 2 augustus   | The Black Eyed Peas                                  | I gotta feeling              |
| 9 augustus   | The Black Eyed Peas                                  | I gotta feeling              |
| 16 augustus  | The Black Eyed Peas                                  | I gotta feeling              |
| 23 augustus  | David Guetta & Akon                                  | Sexy bitch                   |
| 30 augustus  | David Guetta & Akon                                  | Sexy bitch                   |
| 6 september  | David Guetta & Akon                                  | Sexy bitch                   |
| 13 september | Guy Sebastian                                        | Like it like that            |
| 20 september | Guy Sebastian                                        | Like it like that            |
| 27 september | David Guetta & Akon                                  | Sexy bitch                   |
| 4 oktober    | David Guetta & Akon                                  | Sexy bitch                   |
| 11 oktober   | David Guetta & Akon                                  | Sexy bitch                   |
| 18 oktober   | David Guetta & Akon                                  | Sexy bitch                   |
| 25 oktober   | Vanessa Amorosi                                      | This is who I am             |
| 1 november   | Vanessa Amorosi                                      | This is who I am             |
| 8 november   | The Black Eyed Peas                                  | Meet me halfway              |
| 15 november  | Ke$ha                                                | Tik tok                      |
| 22 november  | Ke$ha                                                | Tik tok                      |
| 29 november  | Ke$ha                                                | Tik tok                      |
| 6 december   | Ke$ha                                                | Tik tok                      |
| 13 december  | Ke$ha                                                | Tik tok                      |
| 20 december  | Ke$ha                                                | Tik tok                      |
| 27 december  | Ke$ha                                                | Tik tok                      |